# De Hoorn des Overvloeds
 De Hoorn des Overvloeds  is het 19de stripverhaal van Nero. De eerste negen klassieke avonturen verschenen onder de titel De avonturen van detective Van Zwam. Dit album verscheen onder de definitieve titel De avonturen van Nero & Co die tot het laatste album gebruikt zal worden. De reeks wordt getekend door striptekenaar Marc Sleen. Het Volk publiceerde voorpublicaties tussen 19 november 1953 en 8 april 1954.

## Hoofdrollen
- Nero
- Madam Pheip
- Petoetje
- Petatje
- De ezel van Sinterklaas
- Fortuna
- Dracula de draak
- Jean de butler
- Flup en Prosper

## Plot
Nero heeft zijn laatste geld uitgegeven en is opnieuw straatarm. Hij besluit geld te gaan lenen bij Madam Pheip, maar wordt onderbroken als de ezel van Sinterklaas bij hen aanbelt. Petoetje laat hem binnen en geeft hem wat te eten. Nero stelt Madam Pheip eindelijk de gênante vraag, maar de ezel maakt hem belachelijk en houdt hem voor de gek door hem geld te beloven, maar vervolgens uit het raam te schoppen. Petoetje berispt de ezel en uit schuldgevoel stuurt het dier de Romeinse godin Fortuna naar hen toe. Nero vraagt haar om geld uit haar hoorn, (de Hoorn des Overvloeds) te schenken, maar krijgt slechts enkele muntjes. Petoetje krijgt daarentegen een hele berg geld. Nero besluit de hoorn te stelen zodat zichzelf weer rijk kan maken. Hij verwisselt de hoorn met een ivoren olifantenslagtand en verdwijnt. Als Fortuna het bedrog ontdekt zweert ze dat haar wraak groot zal zijn, indien ze het ding niet terugkrijgt!
Petoetje heeft inmiddels van Sinterklaas een toverstokje gekregen waarmee hij alles kan vergroten en verkleinen. Madam Pheip waarschuwt Nero de hoorn van Fortuna terug te geven, maar hij luistert niet. Twee bandieten, Flup en Prosper, breken die nacht bij Nero in en stelen zijn hoorn. Nero's butler, Jean, die ook op de hoorn aast, houdt de bandieten tegen, maar ze schakelen hem alsnog uit en vluchten. Als Nero weer bijkomt liegt Jean dat hij tevergeefs de dieven met hun buit heeft proberen tegenhouden, wat Nero gelooft. Dan staat er plots een draak, Dracula, voor de deur. Dracula komt in naam van het "Nationaal Verbond Der Grieks Mythologische figuren" Fortuna's hoorn terughalen. Petoetje tovert met zijn stokje de draak echter klein en Nero drogeert het gedrocht met cognac. Hierop ontvangt Nero een brief van Fortuna waarin ze Nero vraagt binnen 24 uur de Hoorn des Overvloeds terug te bezorgen of hij zal "plaag van Midas" krijgen, waarbij alles wat hij aanraakt in goud verandert. De termijn verstrijkt en Nero krijgt de plaag, waardoor ook zijn eten in goud verandert... Madam Pheip en Petoetje besluiten hem te helpen door hem te komen voederen. Dracula dicteert Nero een brief aan het Nationaal Verbond Der Grieks Mythologische figuren, waarin hij het Verbond vraagt Nero een maand lang te verlossen van alle plagen zodat hij de gestolen hoorn kan terugbezorgen. Nero krijgt nog voor hij de brief heeft gepost al een positief antwoord op deze brief en besluit samen met Madam Pheip en Petoetje hun zoektocht te beginnen. Ze schakelen een pendelaar in om de bandieten terug te vinden en die vertelt hen dat ze in Dzioua, Noord-Afrika zitten. Flup heeft inmiddels Prosper uitgeschakeld en is met de hoorn gevlucht. Prosper zet de achtervolging in, evenals Jean de butler, die ook de hoorn wil bemachtigen.
In de woestijn worden de kamelen van Nero en co gestolen en worden ze door uitputting getroffen. Een groep gieren komt op hen af om hen te verslinden en een van de vogels neemt Petoetje mee. Petoetje verkleint de vogel met zijn toverstokje en valt zo weer op de grond. Inmiddels komt Jean de butler de bewusteloze Madam Pheip en Nero tegen in de woestijn, maar besluit hen niet te helpen. Een karavaan Toearegs doet dit echter wel, maar levert hen af bij een sjeik die afgehouwen hoofden verzamelt. Net als hij de bewusteloze Nero wil onthoofden komt Prosper langs. De Arabier probeert hem ook te overmeesteren en onthoofden, maar dit gaat niet zonder een gevecht. Nero en Madam Pheip komen inmiddels weer bij en lessen hun dorst in een nabijgelegen bad. De sjeik sluit hen op en besluit ze de volgende dag te laten onthoofden. Nero en Madam Pheip graven echter een gang en komen hierdoor per ongeluk in de kamer van de sjeik uit. Ze weten hem en zijn handlanger uit te schakelen en bevrijden ook Prosper. Hierna trekken Nero en Madam Pheip per ezel verder door de woestijn, op zoek naar Petoetje.
Na een zandstorm te hebben overleefd en een paleis te hebben ontdekt, brengt hun ezel hen bij de inmiddels bewusteloze Petoetje. Herenigd proberen Nero en co het paleis binnen te dringen. Binnen ontdekt Petoetje Prosper en zijn tante. Hij verkleint haar en stopt haar in de koffiepot. Buiten komt Prosper voorbij, bindt Nero en Madam Pheip vast en dringt eveneens het paleis binnen. Als Flup hem in het vizier krijgt ontstaat er een vuurgevecht. Flup schiet Prosper neer en Petoetje tracht van de situatie gebruik te maken om hem te ontwapenen door zijn revolver te vergroten. Flup schiet er een gat in de paleismuur mee. Nero en Madam Pheip, die ondertussen door Butler Jean bevrijd zijn, dringen via het gat het gebouw binnen en zo ontstaat er een groot gevecht. Prosper vlucht ondertussen met de hoorn. Nero en co verslaan iedereen en stelen een van Flups helikopters om Prosper te kunnen achtervolgen. Die is inmiddels de koppensnellende sjeik weer tegengekomen. Nero steelt vanuit de helikopter de hoorn uit zijn handen en stijgt weer op, terwijl ze onder vuur worden genomen. Vanwege de lekke benzinetank moeten ze echter landen. Jean repareert de tank en steelt de hoorn en de helikopter. De ezel die nog steeds aan boord is, blijkt de ezel van Sinterklaas te zijn en Jean gooit het dier de Middellandse Zee in. De ezel zwemt weer terug naar de kust, vindt Nero en co weer en vertelt hen alles, waarna ze besluiten zo snel mogelijk het land te verlaten. Omdat het ultimatum inmiddels verstreken is krijgt Nero alle plagen terug, waaronder ook de ziektes mazelen, myxomatose en kinkhoest. In Marrakesh verandert Nero per ongeluk Madam Pheip in goud en moet hij haar ter plekke achterlaten.
Ondertussen heeft Jean in Kortrijk, België, een grote villa gekocht. Hij ontdekt echter dat Dracula in zijn huis aanwezig is en om cognac bedelt. Jean laat de draak buitengooien, maar die steekt als wraak het huis in brand. Nero en co komen net op tijd aan en Nero redt Jean en de hoorn uit de vlammen. Petoetjes toverstokje brandt echter op. Uit dankbaarheid belooft Jean zijn leven te beteren en haalt een bak water, bier en cognac voor Nero. Nero geeft de cognac aan Dracula als die Fortuna waarschuwt. Dracula valt echter in slaap en Nero lijkt te sterven. Fortuna komt aan en als ze haar hoorn terug heeft geneest Nero weer. Omdat Nero zijn ontrouwe knecht uit het vuur heeft gered beloont ze hem met een medaille voor zelfopoffering en verklaart dat alle dingen die hij in goud veranderde terug normaal zijn geworden. Ze vergeeft hem ook zijn diefstal.

## Achtergronden bij het verhaal
- Het gegeven van een object dat zijn eigenaars geld geeft, keerde nog in andere Nero-albums terug, zoals Het Ei van October (1955-1956), De Daverende Pitteleer (1959), De Brollebril (1960) en De Kille Man Djaro (1962-1963).
- Jean de butler in dit verhaal is opnieuw een karikatuur van Jan De Spot, een vriend van Marc Sleen, die journalist en hoofdredacteur van zijn krant was.
- Nero schenkt in strook 2 honderdduizend frank aan het IJzerbedevaartcomité met de woorden: "Moesten ze allemaal handelen lijk ik, we hadden al lang zes IJzertorens staan." De IJzertoren was in 1946 met explosieven opgeblazen door onbekenden en lag toen dit verhaal in de krant liep nog steeds in puin. De toren werd pas in 1965 weer herbouwd.
- Nero is in strook 16 razend op de ezel van Sinterklaas. Madam Pheip sust hem met de woorden: "Laat het nu uit zijn met uw Koude Oorlog, Nero!"
- De godin Fortuna was inderdaad de Romeinse godin der rechtvaardigheid.
- Fortuna zegt in strook 18 dat ze graag haar tempel in Antium (tegenwoordig Anzio) terug wil zien.
- In strook 25 blijkt Madam Pheip ooit een oom te hebben gehad ("Nonkel Roger") die in Congo een olifant heeft geschoten.
- Petoetje en Petatje vergroten in strook 35 een stuk melkchocolade van het merk "Slenio". Duidelijk zelfspot van Marc Sleen
- Op het plakkaatje bij Nero's huis in strook 41 staat geschreven: "Hier vereischt de chiekste building van Oost- en West-Europa." De tekst staat op diezelfde plakkaat ook in vrij slecht, maar grappig Frans vertaald: "Ici va venir le plus chik maison de oewest en du rest."
- Alhoewel Petatje in strook 28-42 even opduikt, speelt ze in de rest van het verhaal niet mee.
- De "plaag van Midas" is gebaseerd op het mythologische verhaal van koning Midas.
- In strook 66 blijkt ook Madam Nero door Nero in goud te zijn veranderd. In tegenstelling tot de in dit album eveneens in goud veranderde Madam Pheip, die in het volgende album weer haar menselijke gedaante krijgt, vernemen we nergens hoe Madam Nero weer haar menselijke gedaante heeft teruggekregen?
- In strook 71 dreigt het Verbond ermee "Enuo, Pephredo en Deino" naar Nero te sturen. Dit drietal is ook uit de Griekse mythologie afkomstig en heet voluit de Graeae
- In strook 71 vindt er opnieuw een continuïteitsfout plaats wanneer Nero, die door de plaag van Midas geteisterd wordt, een brief weet te schrijven, zonder dat de pen en het blad in goud veranderen.
- Flup en Prosper blijken in strook 75 een "diploma van inbreker" te hebben.
- In strook 99 krijgt Nero een zonnesteek en roept: "Weg met Coty! Nero president!" René Coty was destijds president van Frankrijk en werd eind 1954 na een lange verkiezingscrisis verkozen.
- In strook 100 roept Nero: "Leve Tsjang Kai-Sjek!" en "Leve Mao en zijn joeng."
- Als Prosper in strook 113 in de rug wordt aangevallen roept hij: "Wat heeft dat hier te betekenen! 'k kom een inlichtingske vragen en 'k word ontvangen 'lijk in 't Atlantisch Pakt."
- Een verontwaardigde Nero overweegt in strook 119 een brief te schrijven naar het Belgisch consulaat, de Minister van Landsverdediging en de Verenigde Naties.
- Nero ziet iets in strook 130 en denkt dat het "een stuk van de Noord-Zuidverbinding is."
- In strook 154 zegt Prosper sarcastisch: "Maar genoeg gegekscheerd nu. We zijn hier niet op de Berlijnse Conferentie."
- Als Nero in strook 202 ziek wordt en verkleurt, zegt Madam Pheip: "Spijtig dat de lezers uw kleur niet kunnen zien, ge ziet zo blauw als een liberaal tijdens de verkiezingsstrijd."
- In strook 217 hoort een boer dat Jeans villa in brand staat, maar de tekst vermeldt: "Maar de boer, hij ploegde voort." Dit is een verwijzing naar de bekendste regel uit het gedicht "De Ballade van de Boer" door J.W.F. Werumeus Buning.
- Als Nero in strook 220 het brandende huis binnenstapt, zegt de ezel misprijzend: "Hij denkt zeker dat hij Savonarola of Jeanne d'Arc is!" Beiden middeleeuwse figuren die op de brandstapel beland zijn.
- Nero dreigt in strook 228 te sterven. Hij spuwt zijn gal uit over de tekenaar: "Zeg tegen Marc Sleen dat het niet schoon is. Dat ik hem laag op heb. En dat ik zijn boekske bij Sint Pieter zal openleggen."
- Nero vraagt in de laatste strook aan de ezel "op wie hij zondag gaat stemmen?" De ezel antwoordt: "Ik? Oh, voor de één of andere scheurlijst, 'k zou anders geen ezel zijn, éh!"
- Dit verhaal kreeg een vervolg met het album De Gouden Vrouw (1954).